# Androphobie
Androphobie (aus andro- (Mann), zugrunde liegt altgriechisch aner, andros „Mann“ und Phobie, Ableitung zu altgriechisch phobos „Angst“) bezeichnet eine übersteigerte Angst vor Männern oder männlichen Eigenschaften. Im weiteren Sinne kann sich der Begriff auch auf ein spezifisches Männervermeidungsverhalten von homosexuellen Frauen beziehen.